# 新界區專線小巴807K線
新界區專線小巴807K線是由富明有限公司營辦的一條綠色專線小巴路線，由大學站往來井頭。另設特快輔助線807S，取道馬鞍山繞道往返，袛於星期一至五早上繁忙時間提供服務。
新界區專線小巴807A線
及新界區專線小巴807C線。是由富明有限公司營辦的綠色專線小巴路線，兩者皆來往海柏花園至大學站。前者去程途經欣安邨與頌安邨，回程經馬鞍山路直達大學站；而後者去程經馬鞍山路特快直達馬鞍山市中心，回程途經頌安邨與欣安邨才到大學站。
新界區專線小巴807B線是由富明有限公司營辦的一條綠色專線小巴路線，由海栢花園往來黃竹灣（麥邊迴旋處），以循環線運作。請見2018年4月1日之站頭通告。
新界區專線小巴807X線是由富明有限公司營辦的一條綠色專線小巴路線，來往大學站及烏溪沙站，取道馬鞍山繞道往返兩地，並繞經白石。

## 歷史
- 1995年：807K投入服務，為小巴大王馬亞木首條投得往來沙田區及大埔區（只限西貢北）的日間專線小巴路線，初時往來大學站至泥涌。
- 1998年：路線延長至井頭。
- 1999年：807P投入服務。
- 2002年1月27日：接受八達通卡繳付車資。
- 2002年：由泥涌延長至井頭。
- 2004年12月18日：配合九廣東鐵馬鞍山支線（即港鐵馬鞍山線）即將通車，來回程繞經烏溪沙站公共運輸交匯處。[7]
- 2004年12月18日：807B投入服務，以配合九廣東鐵馬鞍山支線（即港鐵馬鞍山線）即將通車，並取代居民巴士NR515（大學站至水浪窩）的服務，初時往來大學站至水浪窩停車場。[8][9]
- 2004年12月21日：增設與馬鞍山鐵路的$1.0八達通轉乘優惠。
- 2005年1月23日：807A線投入服務，取代九龍巴士287K線服務。[10]
- 2013年12月29日：調整票價，全程收費由$7.0加至$8.6；分段收費亦同時調整。
- 2014年5月1日：與馬鞍山綫的轉乘優惠金額下調至$0.5。
- 2018年4月1日：807K系列路線服務重組：[11]
  - 開辦兩條全新路線807S及807X：
    - 807S線只於星期一至五上午繁忙時間來往大學站及大洞；
    - 807X線來往大學站及港鐵烏溪沙站，中途不停站；

  - 原本只在下午繁忙時間提供單向服務的807P線改為全日雙向服務，並更改編號為807C，往大學站方向途經頌安邨及欣安邨一帶；配合上述改動，807A線實施以下安排：
    - 總站遷往西沙路「海栢花園」巴士站，不再駛入鞍超街、鞍駿街以及海栢花園小巴總站；
    - 往大學站方向改經西沙路及馬鞍山路；

  - 807B線由大學站縮短至馬鞍山（海栢花園），裁撤之路段以新增與807A、807C、807S及807X線的八達通轉乘優惠取而代之；
  - 807K線往三杯酒（井頭村）方向改經海栢花園對開的一段西沙路，不再繞經鞍源街、鞍駿街及鞍超街
- 2018年7月1日起服務調整：[12]
  - 所有807K系路線加價；
  - 807K線增設特別班次，於星期一至五早上繁忙時間由井頭單向往烏溪沙站，及下午繁忙時間來往馬鞍山（海栢花園）及井頭；
  - 807S線由大洞延長至井頭。
- 2019年3月30日：807X線改為循環線運作，往烏溪沙站方向繞經白石。[13]

## 服務時間及班次
807K
- 大學站開：0545-2300（4-9分鐘一班）
- 井頭開：0545-0015（4-9分鐘一班）

807A、807C
- 海柏花園開：0600-0000（6-8分鐘一班）
- 大學站開：0600-0000（6-8分鐘一班）

807B
- 海柏花園開：0545-2300（8-10分鐘一班）

807S
- 大學站開：0700-0900（10分鐘一班）
- 大洞開：0700-0900（10分鐘一班）

807X
- 大學站開：0600-0000（5-10分鐘一班）

## 收費
807K
- 全程收費：$8.6
  - 大學站往來海栢花園：$4.9
  - 大學站往來烏溪沙站：$5.1
  - 大學站往來泥涌：$8.2
  - 馬鞍山廣場往來井頭：$5.7

807A、807C
- 全程收費：$4.9

807B
- 全程收費：$7.2
  - 海栢花園往來烏溪沙站：$5.1
  - 海栢花園往來西沙路（大洞）：$5.7

807S
- 全程收費：$8.6
  - 大學站往來泥涌：$8.2
  - 泥涌往來大洞：$5.7

807X
- 全程收費：$5.1

（上述兩線所有車輛均接受八達通卡付款；不設找續；若繳付短程分段收費，請通知車長調校八達通機。）

### 八達通轉乘優惠
807系列轉乘優惠
- 807B互轉807S：由807S往大洞方向於上車後1小時內轉乘807B往黃竹灣方向，或由807B往馬鞍山方向轉乘807S往大學站方向，兩程車費合共$8。

港鐵轉乘優惠
由807K線於上車後1小時內於馬鞍山站或烏溪沙站轉乘港鐵，或乘搭港鐵馬鞍山線於馬鞍山站或烏溪沙站出閘後1小時內轉乘本路線，次程可獲$0.5折扣優惠。
乘客請注意以下各項細則：
- 乘客須以同一張八達通卡繳付兩程車費。
- 必須於指定時限內完成轉乘，期間乘客不可以用同一張八達通卡乘搭其他交通工具，否則轉乘優惠將被取消；惟以該八達通卡進行與乘車無關的交易，如增值、購買汽水、使用公共電話、即影即有照片不多於9次則不受影響。
- 如乘客剛以同一張八達通卡享用機場快線「免費港鐵接駁」，則不可同時享用轉乘優惠。
- 如港鐵同時提供多項優惠，乘客只可享用最高優惠的一項。
- 在轉乘次程車程前，必須確保八達通卡之餘額為正數，設有自動增值系統之八達通卡則不受影響。

## 行車路線
807K
- 大學站開：澤祥街，大老山公路，馬鞍山路，鞍祿街，西沙路，沙安街，利安村，沙安街，西沙路及井頭村通道。
- 井頭開：井頭村通道，麥邊迴旋處，西沙路，馬鞍山繞道，西沙路，沙安街，利安村，沙安街，西沙路，馬鞍山路，大老山公路及澤祥街。

807A
- 海柏花園開：西沙路、馬鞍山路、大老山公路及澤祥街。
- 大學站開：澤祥街、大老山公路、馬鞍山路、恆泰路、恆輝街、恆耀街、恆泰路、恆輝街、西沙路、鞍超街及鞍駿街。

807C
- 海柏花園開：鞍駿街、鞍源街、西沙路、恆輝街、恆耀街、恆泰路、恆輝街、西沙路、馬鞍山路、大老山公路及澤祥街。
- 大學站開：澤祥街、大老山公路、馬鞍山路、鞍祿街、西沙路、鞍超街及鞍駿街。

807B
- 海栢花園開：鞍駿街，鞍昭街，西沙路，沙安街，烏溪沙站公共運輸交匯處，沙安街，西沙路，麥邊迴旋處，西沙路，馬鞍山繞道，西沙路，沙安街，利安村，沙安街，西沙路，鞍超街，鞍駿街。

807S
- 大學站開：澤祥街，大老山公路，馬鞍山路，馬鞍山繞道及西沙路。
- 大洞開：西沙路，馬鞍山繞道，馬鞍山路，大老山公路及澤祥街。

807X
- 大學站開：澤祥街、大老山公路、馬鞍山路、馬鞍山繞道、西沙路、烏溪沙路、耀沙路、烏溪沙路、沙安街、西沙路、馬鞍山繞道、馬鞍山路、大老山公路及澤祥街。

### 沿線車站
807X
| 大學站開                         | 大學站開         | 大學站開               |
| 序號                             | 車站名稱         | 位置                   |
| -------------------------------- | ---------------- | ---------------------- |
| 1                                | 大學站巴士總站   | 馬料水公共運輸交匯處   |
| 大老山公路；馬鞍山路、馬鞍山繞道 |                  |                        |
| 2                                | 迎海             | 烏溪沙路               |
| 3                                | 雲海             | 耀沙路                 |
| 4                                | 星漣海           | 耀沙路                 |
| 5                                | 迎海             | 烏溪沙路               |
| 6                                | 烏溪沙站巴士總站 | 烏溪沙站公共運輸交匯處 |
| 馬鞍山繞道、馬鞍山路；大老山公路 |                  |                        |
| 7                                | 大學站巴士總站   | 馬料水公共運輸交匯處   |

## 小資料
- 807K線初時的井頭村總站，位處西貢北，是屬於大埔區而並非西貢區，在井頭村總站是有大埔區議會的標誌，西貢北列入大埔區是因為昔日交通上有緊密聯繫，西貢北居民經常前往大埔作買賣交易，因而跟大埔建立密切關係，至今仍維持不變，但一般市民不會把西貢北當作大埔區，反之當作西貢區，因此本路線是首條往來沙田區及大埔區的日間專線小巴路線，但首條真正往來大埔新市鎮至沙田的專線小巴路線，卻是2004年11月開辦的新界區專線小巴28K線。
- 807B線初時的水浪窩總站，位處西貢北，是屬於大埔區而並非西貢區，在水浪窩總站是有大埔區議會的標誌，西貢北列入大埔區是因為昔日交通上有緊密聯繫，西貢北居民經常前往大埔作買賣交易，因而跟大埔建立密切關係，至今仍維持不變，但一般民眾不會把西貢北當作大埔區，反之當作西貢區。延長路線後，澳頭、黃竹灣及麥邊迴旋處已屬於西貢區，因此成為首條往來沙田區經大埔區至西貢區的跨區專線小巴路線，不過兩邊總站分別距離沙田市中心及西貢市中心甚遠。
- 2018年4月尾：有媒體報道此系路線重組後，西沙村民等車時間更長的問題，亦反映是次重組有「只為方便烏溪沙高尚住宅的居民」之嫌。[14]